# Meriania cuzcoana
Meriania cuzcoana är en tvåhjärtbladig växtart som beskrevs av John Julius Wurdack. Meriania cuzcoana ingår i släktet Meriania och familjen Melastomataceae. Inga underarter finns listade i Catalogue of Life.